# Tyna och Heden
Tyna och Heden var en av SCB avgränsad och namnsatt småort i Vansbro kommun i Dalarnas län. Småorten omfattade bebyggelse i Tyna och Heden i Nås socken. Fram till och med år 2000 utgjorde bebyggelsen i Tyna som en egen småort. 2015 uppgick bebyggelsen i tätorten Heden och Skansbacken.

## Befolkningsutveckling

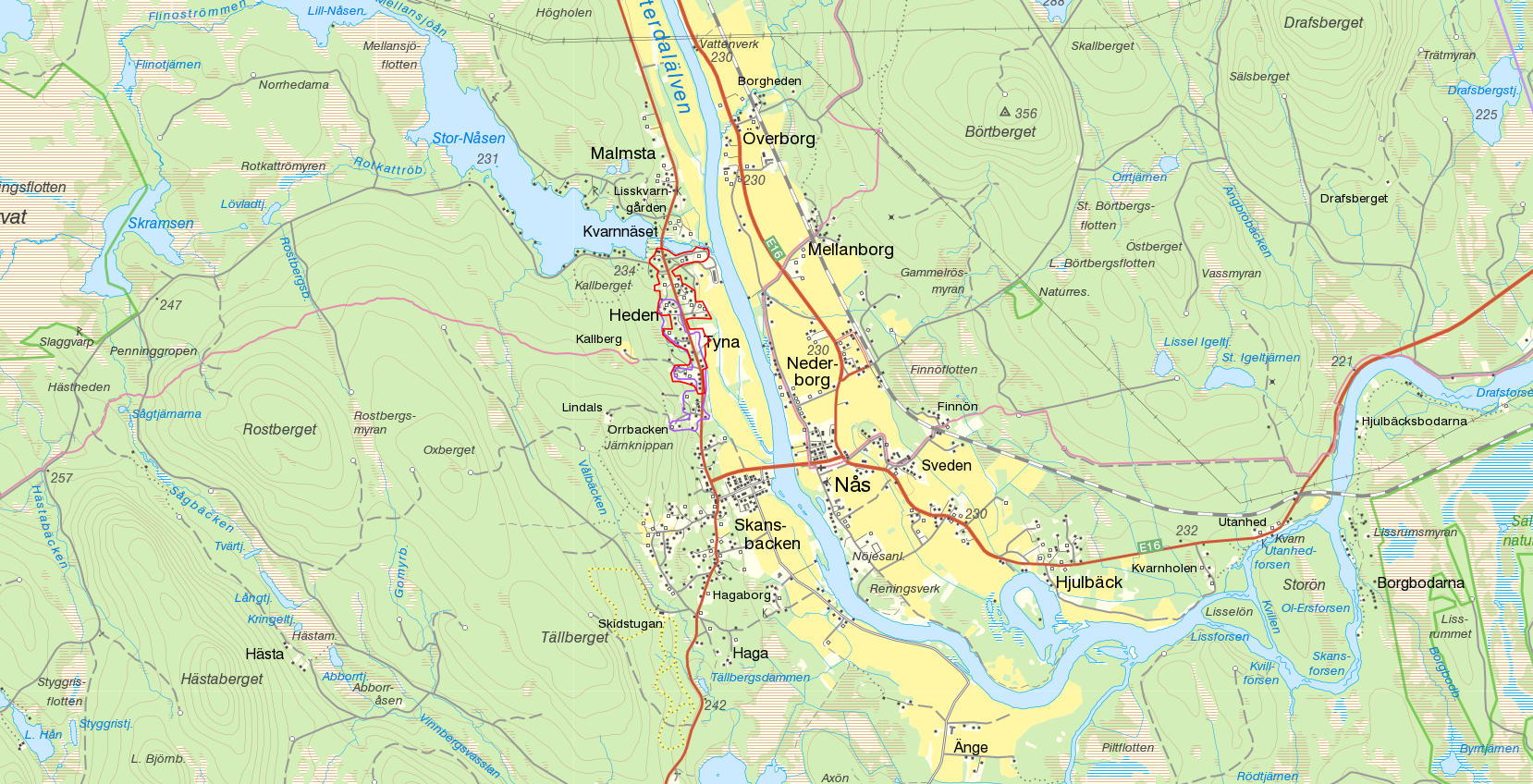
De av Statistiska centralbyrån avgränsade småorterna Tyna och Tyna och Heden med gränserna från småortsavgränsningarna 2000 i lila och 2010 i rött..

| Befolkningsutvecklingen i Tyna 1995–2010 | Befolkningsutvecklingen i Tyna 1995–2010 | Befolkningsutvecklingen i Tyna 1995–2010 | Befolkningsutvecklingen i Tyna 1995–2010 | Befolkningsutvecklingen i Tyna 1995–2010 |
| --- | ---------------------------------------- | ---------------------------------------- | ---------------------------------------- | ---------------------------------------- |
| |                                          |                                          |                                          |                                          |
| År |                                          |                                          | Folkmängd                                | Areal (ha)                               |
| 1995 | 1995                                     |                                          | 56                                       | 17#                                      |
| 2000 | 2000                                     |                                          | 62                                       | 20#                                      |
| 2010 | 2010                                     |                                          | 72                                       | 32#                                      |
| Anm.: Ny småort 1995. Ej småort 2005. Ny småort 2010 Tyna och Heden med ny småortskod. Sammanvuxen i Heden och Skansbacken 2015. # Som småort. |                                          |                                          |                                          |                                          |